# حمود العودي
حَمود صالح العَودي (ولد عام 1946م) هو أكاديمي وكاتب واستشاري يمني ذو ميول يساري ومن مؤسسي الحزب الاشتراكي اليمني.

## حياته
ولد حمود العودي في محافظة إب اليمنية، قرية ذي الدرب مديرية النادرة – العود،  درس في كتاب القرية مع رفقة من نخبة القرية على يد صالح بن صالح الغزالي  وكان من زملاء الدكتور. عبد الجليل صالح محمد الدبيلي  وحيدرة مصلح الضبياني وحمود حسن انعم وياسين صالح مسعد الغزالي وحصل على الثانوية العامة من صنعاء عام 1966م وعلى درجة الليسانس في الآداب من قسم الدراسات الاجتماعية بجامعة القاهرة عام 1970م، ثم الماجستير والدكتوراه من نفس الجامعة ما بين 1977 - 1989م.
شغل العودي عدة مناصب هامة تراوحت بين منصب نائب وزير الشئون الاجتماعية والعمل والشباب، مروراً بأستاذية علم الاجتماع في جامعة صنعاء (1975-2014) ورئاسة قسم الفلسفة بجامعة عدن (بين 1985-1989) وتأسيس قسم الاجتماع فيها عام 1988. كما أسهم إسهاماً مباشراً إلى جانب عمله الأكاديمي في جامعة صنعاء وعدد من الجامعات اليمنية كأستاذ ومحاضر ومشرف على عدد من رسائل الماجستير والدكتوراه والعديد من الأنظمة والبرامج العلمية الأكاديمية في جامعة صنعاء وتطوير مساقات البكالوريوس والدراسات العليا للماجستير والدكتوراه ودبلومات الدراسات العليا للبحوث الاجتماعية ودراسات المرأة والبحوث الاجتماعية والدراسات السكانية في قسم الاجتماع. وأسهم كاستشاري في إعداد التشريعات الخاصة بنظام السلطة المحلية اليمنية الجديدة، وأسهم كاستشاري في تأسيس مشروع المياه والصرف الصحي للمناطق الريفية (2002-2005)، ورأس المكون الاجتماعي فيه.

## تكفيره
اتهم حمود العودي بالكفر والردة عن الاسلام وصدر بحقة حكم بالإعدام منتصف الثمانينات، اضطر للفرار على اثرها إلى عدن وتنقل بين عدة بلدان عربية.

## نشاطه السياسي
شارك العودي بفعالية في الانتفاضة الطلابية في تعز وصنعاء قبيل ثورة 1962 وفي الدفاع عن الثورة والجمهورية من خلال الحرس الوطني والأنشطة الطلابية طوال فترة الستينات، ثم في تأسيس وتطوير الحركة التعاونية اليمنية منذ مطلع السبعينات وحتى بداية الثمانينات. وعايش عن قرب وفاعلية العمل السياسي والوطني بأطيافه المختلفة منذ بداية الستينات بدءاً بحركة القوميين العرب والجبهة القومية فالحزب الديمقراطي الثوري ثم الحزب الاشتراكي اليمني كأحد المؤسسين حتى عام ١٩٨٢ وانقطع بعد ذلك لدراساته وأبحاثه الأكاديمية.
لاحقاً، أسس وترأس هيئة تنسيق التحالف المدني للسلم والمصالحة الوطنية منذ عام 2015، وقد نجح في التحالف في تشكيل تحالف واسع من النقابات العمالية والزراعية والغرف التجارية ورجال الأعمال والشخصيات الوطنية العامة ورجال الثورة اليمنية في وضع مبادرة باسم المجتمع المدني لإنهاء الحرب والحل السياسي بين طرفي الصراع في اليمن. كما قاد وزملائه في التحالف المدني جهود لحلحلة الملفات الإنسانية كالمعاشات التقاعدية والكهرباء ومرتبات جهاز الخدمة المدنية وفتح الطرقات بين المحافظات وحققوا اختراقات نتج عنها صرف معاشات التقاعد لأكثر من عام، ومرتبات منتسبي الصحة العامة والسلطة القضائية وأعضاء هيئة التدريس بالجامعات اليمنية لسبعة عشر شهراً ما بين 2017 - 2019.

## إصداراته
1. الشباب وإنجازات السلام عام 1972م.
2. المنظور العلمي للثقافة «دراسة عن المجتمع اليمني» عام 1973م.
3. «الجديد في التراث وعلاقته بالتنمية» عام 1976م.
4. التنمية وتجربة العمل التعاوني في اليمن عام 1977م.
5. عن الديمقراطية والديمقراطية التعاونية في اليمن.
6. التراث الشعبي وعلاقته بالتنمية في البلاد النامية: «دراسة تطبيقية عن المجتمع اليمني».
7. المدخل الاجتماعي في دراسة التاريخ والتراث العربي: دراسة عن المجتمع اليمني».
8. التركيب الطبقي للمجتمع اليمني ومتغيراته خلال عقدي الستينات والسبعينات.
9. المجتمع اليمني: دراسة في التكوين الاجتماعي والاقتصادي القديم.
10. المحاكمة "من محكمة الصمت إلى محكمة التاريخ" جزأين.
11. نظرية الفائض في جدلية التطور الاجتماعي من المشاعية إلى العالمية.
12. نظرية الفن والأدب من منظور اجتماعي "جزأين".
13. العنف والتمييز الاجتماعي بين أشكاله الثقافية وأبعاده السياسية والاجتماعية.
14. الهوية الثقافية الوطنية في اليمن: أبعادها النظرية والقومية العامة ودلالاتها الموضوعية الخاصة.
15. مراحل نمو وتطور العمل التعاوني في اليمن بين مصداقية التعاونيين ومناورات السياسيين.
16. التاريخ الاجتماعي للتغيير الثوري في اليمن والبلدان النامية.
17. المثقفون في البلدان النامية.
18. المشهد الوطني في اليمن خلفياته وحيثياته وآفاقه المستقبلية.
19. ماضي ومستقبل العمل التعاوني في اليمن.